# Ugar (rijeka)
Ugar (do 1878. rijeka je nosila ime Brzica) je rijeka u Bosni i Hercegovini, desna pritoka Vrbasa. 
Izvire na padinama Vlašića, na oko 1550 metara nadmorske visine (lokalitet Prelivode). Na toj vododijelnici izviru još tri rijeke: Ilomska, Vrbanja i Bila. Ulijeva se u Vrbas 20-ak kilometara nizvodno od Jajca.
Najveći desni pritoci Ugra su: Pljačkovac, Ilomska, Kobilja, Zirin potok, Kusin potok i Ugrić, a lijeve: Lužnica, Dedića i Andrijevića potok, Bunar, Oraški i Kukavički potok.
Nakon kraćeg i dubokog kanjona pri izvoru (do ispod Babanovca) rijeka ulazi u Pougarje, pod planinom Rančom, eksponiranoj prema Ugarskim stijenama (iznad kojih je plato sela Imljani). Nakon toga, ulazi u duboki i dugi kanjon ispod Skender Vakufa, iz kojeg izlazi tek pri ušću u Vrbas, 20-ak kilometara nizvodno od Jajca. U srednjem dijelu kanjona (gotovo okomito) se usijeca u podvlašićki plato, mjestimično i preko 500 metara duboko.
Rijeka Ugar je dobila ime po tome sto je bila granica Jajčačke banovine t.j. Hrvatsko-Ugarske s Osmanlijama. 
Svojim donjim tokom čini entitetsku granicu između Federacije BiH (na jugu) i Republike Srpske (na sjeveru). 
Kraj oko rijeke Ugara naziva se Pougarje.